# Aciotis circaeoides
Aciotis circaeoides là một loài thực vật có hoa trong họ Mua. Loài này được (Mart. & Schrank ex DC.) Triana mô tả khoa học đầu tiên năm 1867.